# Чудотворец

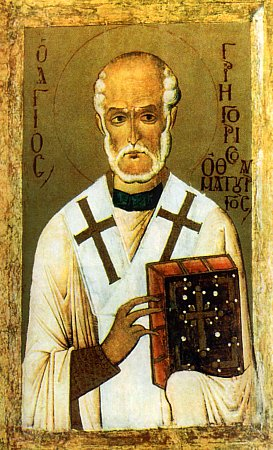
Святитель Григорий Чудотворец

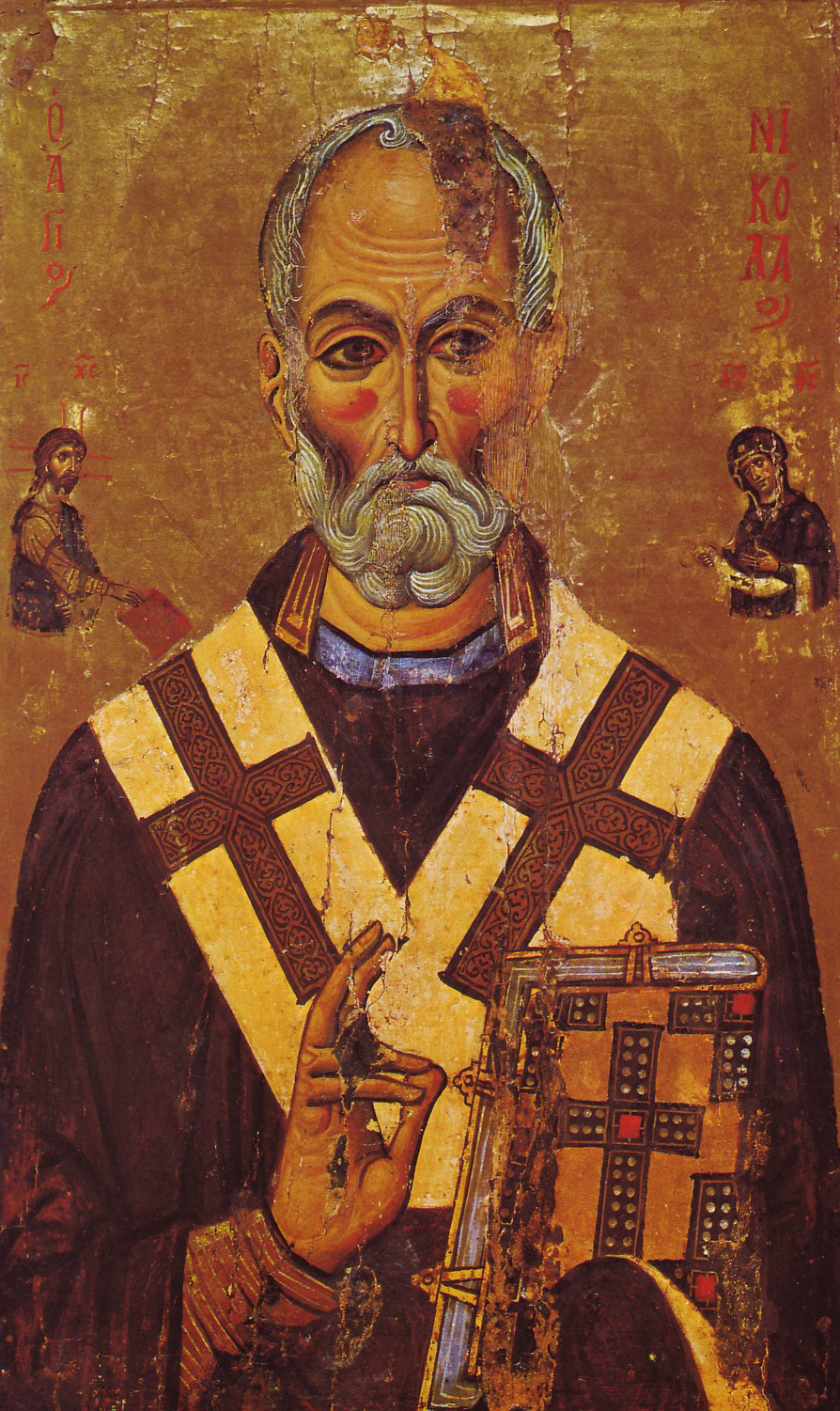
Святитель Николай Чудотворец

Чудотво́рец (дословно — «тот, кто производит чудеса», греч. θαυματουργός; тауматург) — эпитет святых, особенно прославившихся приписываемым им даром чудотворения и заступничества в ответ на молитву к ним.
Чудотворцы не являются особым разрядом святых, поскольку в принципе все святые обладают даром чудотворения, а засвидетельствованные чудеса являются основным условием канонизации. В разных святцах и месяцесловах наименование чудотворца приписывается разным святым. Среди чудотворцев особенно почитается святой Николай Угодник.

## Библия
В Библии чудотворцы упоминаются всего два раза. Первый раз — в ветхозаветной Третьей Книге Маккавейской и второй раз — в Первом Послании к Коринфянам святого Апостола Павла.

## Известные чудотворцы
В хронологическом порядке
- Григорий Чудотворец (ок. 213—275)
- Николай Чудотворец (ок. 270—345)
- Спиридон Тримифунтский (ок. 270—348)
- Петр Чудотворец (ок. 850 ─ после 928)[4]
- Валаамские чудотворцы X века Сергий и Герман[5]
- Христодул Патмосский (1021 — ок. 1111)
- Никита Переяславский (ум. 1186)
- Прокопий Устюжский (ум. 1303)
- Иаков (епископ Ростовский) (ум. 1327)
- Савва Сторожевский (ум. 1407)
- Соловецкие чудотворцы Савватий (ум. 1435) и Зосима (ум. 1478)
- Иона Московский (ум. 1461)
- Исидор Ростовский (ум. 1474)
- Пафнутий Боровский (ум. 1477)
- Евфросин Псковский (1386—1481)
- Иаков Боровичский (ум. ок. 1540)
- Иоанн Ростовский (ум. 1581)
- Иннокентий (Кульчицкий) (1682—1731)
- Софроний (Кристалевский) (1703—1771)
- Иоанн Шанхайский и Сан-Францисский (1896—1966)